# Lewisite
Lewisite, é um organoarsênico sintético de formulação C2H2AsCl3. É um agente vesicante.